# Daphnella margaretae
Daphnella margaretae é uma espécie de gastrópode do gênero Daphnella, pertencente à família Raphitomidae.